# Діброва-Олевська
Дібро́ва-О́левська (до 1973 року — Дров'яний Пост) — проміжна залізнична станція 5-го класу Коростенської дирекції Південно-Західної залізниці на лінії Коростень — Олевськ — Сарни між станціями Білокоровичі (8 км) та Пояски (13 км). Розташована в смт Діброва Коростенського району Житомирської області. Від станції відгалуджувалася під'їзна колія на торфобрикетний завод в селищі Миролюбів.

## Історія
Станція відкрита у 1902 році під первинною назвою Дров'яний Пост під час будівництва Києво-Берестейської залізниці. У 1973 році станція отримала сучасну назву — Діброва-Олевська.

## Пасажирське сполучення
На станції зупиняються приміські поїзди сполученням Коростень — Олевськ — Сарни.